# .uz
.uz is het achtervoegsel van domeinen van Oezbekistan.